# Les Allusifs
Les Allusifs est une maison d'édition québécoise de Montréal créée en 2001 par l'écrivaine Brigitte Bouchard. Après une mise en faillite en 2012, elle a repris ses activités l'année suivante. Son directeur, Jean-Marie Jot, précise sa mission éditoriale de passage et de transmission: « [...] qu’un texte me touche, pour toutes sortes de raisons, qu’une voix singulière s’élève et qu’elle me parle à travers un texte, le point de départ est là. Je peux bien entendu me tromper parfois, mais l’intuition y est pour beaucoup ». Elle se consacre aux romans courts (en général en deçà de 200 pages) en français, d'auteurs de diverses nationalités, francophones ou non.
Les Allusifs ont publié entre autres les romans de Sylvain Trudel, de Sophie Divry et de Horacio Castellanos Moya, d'Élie Maure (qui a obtenu pour Le Cœur de Berlin en 2018 le prix du premier roman décerné par l’Union des écrivaines et des écrivains québécois), de Patrick Froehlich.